# ناحیه قاضی‌پور
ناحیه قاضی‌پور (به لاتین: Gazipur District) یک ناحیه در بنگلادش است که در استان داکا واقع شده‌است.

## خصوصیات
ناحیه قاضی‌پور ۱٬۷۴۱٫۵۳ کیلومترمربع مساحت و ۳٬۴۰۳٬۹۱۲ نفر جمعیت دارد.